# Бјелашница
Бјелашница је планина у средишњем делу Босне и Херцеговине, смештена југозападно од града Сарајева. Као и сусједна Јахорина и Бјелашница припада динарском планинском систему. 

## Положај и грађа
Представља пространу крашку висораван која се дужином од 15 km пружа у правцу североисток – југозапад, а тако је и нагнута. Северни део висоравни има просечну висину од 1.900 m. Ту су и највиши врхови Бјелашнице: Бјелашница (локални назив Звјездарница или Звјездара, 2.067 m), Крвавац (2.062 m) и Влахиња (2.057 m). Јужни део висоравни је нешто нижи, просечно 1.200 m.
Највећи део Бјелашнице грађен је од средњи и горњих тријаских кречњака и доломита. Кречњачко-доломитне масе су испуцале бројним пукотинама, које су предиспонирале јаке крашке процесе, због којих се падавине брзо губе у подземље, па је Бјелашница скоро безводна. За време дилувијалне глацијације на Бјелашници су били глечери (ледници), најјаче резвијени на њеној северној и североисточној страни. И данас има трагова деловања тих глечера. Висораван Бјелашницу пресекле су на истоку и југоистоку кањонска долина Ракитнице, а на југу и југозападу долина горњег тока реке Неретве.

## Клима
На највишем делу (2.067 m надморске висине) подигнута је 1894. метеоролошка станица, која је уједно и највиша стално настањена тачка у Босни и Херцеговини. Средња годишња температура износи само 0,7 °C, због изразито ниских зимских температура. Највиша температура достиже 24 °C, а најнижа -41 °C. Лети је прекривена густом зеленом травом, а зими и до 3 m високим снегом. Стални снежни прекривач траје од новембра до јуна месеца. Снажни ветрови и громови су климатско обиљежје ове босанске планинске лепотице. Доминантни ветрови су бура и југо.

## Флора и фауна
На Бјелашници су до висине од 1.900 m шуме и ливаде, а изнад њих је травнато подручје са местимично полеглом црногорицом (клековина). Највиши гребени су оголели. На Бјелашници живи вук, медвед, дивља свиња, срна, лисица и друга ретка дивљач.

## Насеља
Већа насеља на Бјелашници су: Чуховићи, Умољани, Лукавац и др. Становници се највише баве сточарством и сечом шуме.

## Спорт и туризам
У склопу Зимских олимпијских игара у Сарајеву, на Бјелашници су изграђени бројни спортски и туристички објекти, који се и данас користе, тако да је Бјелашница врло атрактивна за зимски и летњи туризам.